# Franciszek Białokur
Franciszek Białokur, poljski general in politik, * 1862, † 1942.